# Dorrāj-e Soflá
Dorrāj-e Soflá (persiska: Darāj-e Soflá, دراج سفلی) är en ort i Iran.   Den ligger i provinsen Östazarbaijan, i den nordvästra delen av landet, 500 km väster om huvudstaden Teheran. Dorrāj-e Soflá ligger 1 853 meter över havet och antalet invånare är 102.
Terrängen runt Dorrāj-e Soflá är platt åt sydost, men åt nordväst är den kuperad. Dorrāj-e Soflá ligger nere i en dal. Runt Dorrāj-e Soflá är det ganska glesbefolkat, med 22 invånare per kvadratkilometer. Närmaste större samhälle är Bolūkābād, 14,6 km nordväst om Dorrāj-e Soflá. Trakten runt Dorrāj-e Soflá består i huvudsak av gräsmarker.